# Tashi Namgyal (tai situ)
Tashi Namgyal (1450-1497) was een Tibetaans tulku. Hij was de tweede tai situ, een van de invloedrijkste geestelijk leiders van de karma kagyütraditie in het Tibetaans boeddhisme en van de kagyütraditie in het algemeen.
Tashi Namgyal werd geboren in 1450, in een gezin van koninklijke afstamming. De zesde karmapa, Tongwa Donden (1416-1453), herkende hem als de reïncarnatie van Chökyi Gyaltsen (1377-1448). Tongwa Donden maakte hem troonhouder (abt) van het Karma Gompa-klooster, ruim 100 km ten noorden van Chamdo in Kham. Dit was het eerste klooster van de karma kagyü-traditie.
De zesde karmapa onderwees hem in sutra en tantra. Tashi Namgyal werd een talentvol leermeester die de aandacht trok van de keizer van de Mingdynastie, zeer waarschijnlijk Chenghua (regeerde van 1464-1487), die hem eerde met een in goud gegraveerde titel en een kristallen zegelring. Hij onderwees vele studenten, daaronder de zevende karmapa Chödrak Gyatso. Hij overleed in 1497 op de leeftijd van 47 jaar.

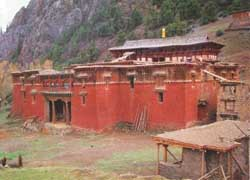
Karma Gompa klooster